# Los Trovadores
Los Trovadores es un grupo de naturaleza principalmente vocal de música folklórica de Argentina.
El grupo tuvo su origen en Los Trovadores del Norte, un conjunto nacido en 1956, en Rosario (Santa Fe), que en 1960 quedó integrado como quinteto vocal por Bernardo Rubin, Francisco Romero, Carlos José Pino, Sergio José Ferrer y Eduardo Gómez. Con esta formación Los Trovadores del Norte grabaron tres álbumes y obtuvieron en 1963 el Premio Revelación en el Festival de Cosquín con el rasguido doble "Puente Pexoa".
Con el éxito, en 1964, los integrantes entraron en conflicto sobre la propiedad del nombre del grupo, que legalmente correspondía a Rubin. Debido a ello Rubin permaneció en adelante como dueño de Los Trovadores del Norte, en tanto que los demás miembros, a los que se sumó Héctor E. Anzorena, formaron Los Auténticos Trovadores o simplemente Los Trovadores. Desde entonces el grupo se mantuvo con diversas integraciones y etapas. 
En 1996, varios de los integrantes originales de 1964 se reunieron adoptando el nombre de Los Originales Trovadores, con el que grabaron un álbum en 1998.   
Entre las canciones más conocidas aportadas al cancionero argentino se encuentran "Puente Pexoa", "El cachapecero", "Sol de libertad" (Ramón Ayala), "Platerito" (Daniel Toro - Néstor C. Miguens), "Romance de María Pueblo" (R. Palmer - Pocha Barros), "Cuando tenga la tierra" (Ariel Petrocelli - Daniel Toro), "Llegan por la siembra" (José Pedroni - D. Sánchez), "Los pueblos de gesto antiguo" (Tacún Lazarte - H. Lima Quintana), etc.

## Trayectoria
Los Trovadores del Norte aparecieron a fines de 1956 en Rosario, en el barrio de Echesortu, como conjunto nativo orquestal-coral integrado por numerosos miembros, a iniciativa de Bernardo Rubin y su hermano. 
En esos momentos se producía en Argentina el llamado boom del folklore, impulsado sobre todo por músicos del noroeste del país, cuyo paradigma eran Los Chalchaleros de Salta. El propio Pancho Romero ha relatado las razones que los llevaron a elegir el nombre:

Y nos pusimos Los Trovadores del Norte, porque si decíamos que eramos rosarinos de Echesortu, quién nos iba a dar bola.

El 22 de septiembre de 1956 realizaron su debut en LT8 Radio Rosario, adoptando esa fecha como la del nacimiento del grupo.
En 1959 el grupo adoptó la forma de un quinteto vocal integrado por Bernardo Rubin, Francisco Romero, Carlos José Pino, Enrique Garea y Yolanda Pedernera, y participó en el 7º Encuentro Mundial de Juventudes por la Paz, realizado en Viena.
Al regresar y ya en 1960, Garea y Pedernera se retiraron del grupo e ingresaron Sergio José Ferrer y Eduardo Gómez. Gómez introdujo en el grupo arreglos vocales más complejos y un estilo que caracterizaría al conjunto en esta etapa y que los llevaría a la fama nacional e internacional. Con esta formación Los Trovadores del Norte grabaron tres álbumes y obtuvieron en enero de 1963 el Premio Revelación en el Festival de Cosquín con el rasguido doble "Puente Pexoa", su primer éxito.
Con el reconocimiento popular, en 1964, los integrantes entraron en conflicto sobre la propiedad del nombre del grupo, que legalmente correspondía a Rubin. Debido a ello Rubin permaneció en adelante como dueño de Los Trovadores del Norte, en tanto que los demás miembros formaron Los Auténticos Trovadores o simplemente Los Trovadores. De todos modos, en 1965, cuando el grupo ya se había separado, apareció el último álbum con la formación original, bajo el nombre de Los Trovadores del Norte.
Luego de esa crisis, Los Trovadores se integraron con Francisco Romero, Carlos Pino, Sergio Ferrer, Eduardo Gómez y Héctor Anzorena, este último ocupando el lugar dejado por Rubin. Con esta formación y bajo la dirección de Gómez, el grupo fue muy exitoso y grabó tres álbumes (Los Auténticos Trovadores, 1966; Incomparables, 1967; Los oficios del Pedro Changa con Armando Tejada Gómez, 1967).
En 1965 aparecen en la película Cosquín, amor y folklore de Delfor María Beccaglia, interpretando "Ky chororo" de Aníbal Sampayo, rodeando a una joven interpretada por Elsa Daniel.
En 1966 Los Trovadores tienen una actuación consagratoria en el Festival de Cosquín, en donde luego de interpretar "Malambo" de Eber Lobato, fueron llevados en andas por el público. Como consecuencia de ello el festival creó el reconocimiento de Padrino del Poncho Coscoíno para aquellos artistas que tuvieran un vínculo especial con el Festival de Cosquín, siendo Los Trovadores los primeros en recibir ese honor.
En 1967 se retiran Ferrer y Eduardo Gómez, e ingresan "Quito" Figueroa y Damián Sánchez, quien asumió también funciones de dirección y arreglador, iniciando una nueva etapa del grupo. Como consecuencia, la formación de este período fue Francisco Romero, Carlos Pino, Héctor Anzorena, Damián Sánchez y Francisco Figueroa, con la cual grabaron dos álbumes (Los Trovadores, 1968; Música en folklore, 1969). 
En 1971 se retiró Damián Sánchez para formar en Mendoza el grupo Markama y el grupo permaneció como cuarteto hasta 1980, con algunos cambios, pero manteniendo la identidad que le brindaban el dúo de tenores de Romero y Pino. En ese período el grupo tuvo varios incidentes de persecución y censura durante las dictaduras militares. Los álbumes de ese período fueron Cuando tenga la tierra (1972), Las voces de los pájaros de Hiroshima (1975) y Los pueblos de gesto antiguo (1978).
Entre 1980-1982 abandonan el grupo, primero "Pancho" Romero y luego Carlos Pino, miembros originales y voces emblemáticas del conjunto. Aparece entonces un nuevo quinteto formado por "Quito" Figueroa, quien reingresa, Ramón "Chiquito" Catramboni, Miguel Ángel Aguirre (luego reemplazado por Poppy Scalisi ex Grupo Vocal Argentino), Enzo Giraudo y Carlos Fredi -proveniente de Contracanto. El grupo cambia entonces el cancionero incorporando temas vinculados el contenido de recuperación de la democracia y a formas renovadas de la interpretación del folklore. Graban los álbumes Canciones (1980), con Pino, Todavía cantamos (1982), Imagínalo (1983), Pequeñas historias (1985) y José Pedroni (1989), este último musicalizando poemas del poeta argentino José Pedroni, y la participación de Antonio Tarragó Ros, Carlos Carella, Enrique Llopis y Silvina Garré.
En 1985 recibieron el Diploma al Mérito de los Premios Konex como uno de los más importantes grupos de folklore de la Argentina.
En la década de 1990, bajo la dirección de Quito Figueroa, el grupo se renueva completamente con el ingreso de José Vieytes, Osvaldo Navarro, Alejandro Ceccarelli y Javier Corte.
En 1996, cuatro de los cinco integrantes de 1964 (Carlos Pino, Eduardo Gómez, Sergio Ferrer y Héctor Anzorena), a los que se sumó Eduardo Impellizieri en reemplazo de Romero, reconstituyeron la formación inicial con el nombre de Los Originales Trovadores con el fin de presentarse en la edición del Festival de Cosquín del año entrante. Infortunadamente, el 1 de diciembre de 1996, falleció Sergio Ferrer. El grupo convocó entonces a Eduardo Catena y con esa formación se presentaron en Cosquín interpretando "El Paraná en una zamba".
En 1997 falleció también Héctor Anzorena, reemplazado entonces por Gustavo Gentile. Con esta última formación grabaron en 1998 el álbum El regreso del canto, él último grabado por este grupo, en la variedad de todas sus formaciones.
A partir del año 2006 Francisco Figueroa vuelve a formar el grupo con el nombre Los Trovadores, siendo sus integrantes actuales Víctor Palomeque (tenor I), Martín Príncipe (tenor II, guitarras, bajo eléctrico), Daniel Landea (tenor III, guitarras, teclados, percusión), Jorge Collado (barítono I, sikus, tambores, percusión), Federico Salcedo (barítono II, guitarras, charango, instrumentos de arco, percusión), Francisco "Quito" Figueroa (bajo, teclados, flauta travesera, cuatro, percusión. arreglos y dirección) y Eduardo Ochoa (batería, bombos y percusión).
Esta formación, que mantiene la calidad vocal que distinguió al grupo en toda su historia, está enriquecida por la capacidad instrumental de sus nuevos miembros y aborda un renovado repertorio, siempre en la línea de compromiso ético y estético que caracterizó a Los Trovadores.
Actualmente están realizando diversas actuaciones y se encuentran abocados a la grabación de un nuevo disco.

## Discografía

### Álbumes
1. Los Trovadores del Norte, como Los Trovadores del Norte, Stentor, 1961
2. Puente Pexoa, como Los Trovadores del Norte, CBS, 1964
3. Los Trovadores del Norte, como Los Trovadores del Norte, CBS, 1965
4. Los Auténticos Trovadores, como Los Auténticos Trovadores, CBS, 1966
5. Incomparables!!!, como Los Trovadores, CBS, 1967
6. Los oficios del Pedro Changa con Armando Tejada Gómez, CBS, 1967.
7. Los Trovadores, CBS, 1968
8. Música en folklore, CBS, 1969
9. Cuando tenga la tierra, CBS, 1972
10. Las voces de los pájaros de Hiroshima, CBS, 1975
11. Los pueblos de gesto antiguo, CBS, 1978
12. Canciones, CBS, 1980
13. Todavía cantamos, CBS, 1982
14. Imagínalo, CBS, 1983
15. Pequeñas historias, CBS, 1985
16. José Pedroni, Redondel, 1989
17. El regreso del canto, como Los Originales Trovadores, Melopea, 1998

## Filmografía parcial
- Cosquín, amor y folklore (1965) dir. Delfor María Beccaglia